# 滑石 (長崎市)
滑石（なめし）は、長崎県長崎市の地域である。旧西彼杵郡。
滑石地区（長崎市役所滑石支所管内）の人口は14,474人（2022年8月末日現在）。

## 概要
長崎市北部の地域である。旧西浦上村の滑石地区と1973年に時津町より編入された横尾地区からなる。住宅密集地である。滑石支所は元々は西浦上支所の出張所であったが、2016年に支所に昇格となり、西浦上地区から分割された。

## 歴史
- 江戸時代 - 大村藩に属する。
- 1872年（明治5年）- 廃藩置県により、長崎県第十五大区に属する。
- 1874年（明治7年）- 滑石郷と西郷に小学校が設置される（長崎市立西浦上小学校の起源）。
- 1879年（明治12年）7月 - 郡制の施行により、西彼杵郡に属する。
- 1885年（明治18年）7月 - 戸長役所を設置。
- 1889年（明治22年）4月1日 - 町村制の施行により、9郷で「西浦上村」を構成する。当地区は滑石郷となる。
- 1938年（昭和13年）4月1日 - 西浦上村が長崎市に編入され、西浦上滑石郷となる。
- 1949年（昭和24年）8月9日 - 郷・字の名称が変更され、滑石町となる
- 1951年（昭和26年）4月1日 - 西浦上小学校から滑石分校が分離し、長崎市立滑石小学校として独立。
- 1953年（昭和28年）12月23日 - 滑石地区公民館が設置される。
- 1965年（昭和40年）4月1日 - 葉山町が新設される。
- 1973年（昭和48年）4月1日 - 時津町の一部を編入し、横尾町となる。
- 2016年（平成28年）10月1日 - 滑石事務所が滑石支所に改組される。

## 町
1973年の時点で現在の当地区には滑石町・葉山町・横尾町が存在した。現在は大半で住居表示が実施されており、以下の町が存在する。

### 町名の変遷
西浦上#町名の変遷を参照。

### 現在の町名
エミネント葉山町（えみねんとはやま）
26街区。新興住宅地。名前は葉山だが、団地の入り口は岩屋町側にあり、葉山との関連は薄い。長崎県初のカタカナ町名。
大園町（おおぞの）
14街区。丘陵地に造成された住宅街。アパート・マンションが中心である。滑石中学校がある。
大宮町（おおみや）
25街区。岩屋山のふもとの住宅街。
滑石1丁目～6丁目（なめし）
1976年に分割された滑石町の中心。一部が「滑石」ではなくなってしまったため、いびつな形状をしている。1丁目から順に36,30,52,34,22,13街区。4丁目の一部は住居表示未実施。大型の住宅街で、当町のみで人口は1万人を超える。中央部の大神宮バス停付近は商業施設が並ぶ。バス停の名の通り、付近の6丁目に滑石大神宮がある。2丁目に滑石小学校、4丁目に北陽小学校、6丁目に大園小学校がある。4丁目にはゴルフ場があったが現在はソーラー発電施設となっている。
虹が丘町（にじがおか）
28街区。ただし、一部の地区は住居表示未実施。住宅街。虹が丘小学校がある。
葉山1丁目～2丁目（はやま）
1丁目は45街区、2丁目は54街区。住宅街で、国道沿いには商業施設が立ち並ぶ。1丁目には長与町高田郷にまたがりJR長崎本線道ノ尾駅がある。
北栄町（ほくえい）
36街区。丘陵地の住宅街。
北陽町（ほくよう）
42街区。新興住宅地で、26番までの広刈地区と、27番以降の上床（うわとこ）地区で分断されている。
横尾1丁目～5丁目（よこお）
西彼杵郡時津町の一部を編入してできた新しい町。1丁目から順に14,22,38,18,12街区。住宅地。2丁目に横尾小学校、5丁目に横尾中学校がある。

## 交通

### バス
- 長崎自動車（長崎バス）
- 長崎県交通局（長崎県営バス）

### 道路
- 国道206号
- 長崎県道28号長崎畝刈線
- 長崎県道111号道ノ尾停車場線

かつて長崎電気軌道赤迫支線を滑石まで延長する構想が存在したが、2011年までに長崎市はこの構想の検討を断念している。

## 施設

### 公共
- 長崎市役所滑石支所

#### 警察
- 浦上警察署（本庁管内の大橋町にある）
  - 滑石交番

### 教育機関

#### 中学校
- 長崎市立滑石中学校
- 長崎市立横尾中学校

#### 小学校
- 長崎市立虹が丘小学校
- 長崎市立滑石小学校
- 長崎市立大園小学校
- 長崎市立北陽小学校
- 長崎市立横尾小学校

#### 幼稚園
- 長崎市立大園幼稚園

### 商業
･滑石ショッピングセンター